# Liste der Naturdenkmale in Steinebach an der Wied
Die Liste der Naturdenkmale in Steinebach an der Wied nennt die im Gemeindegebiet von Steinebach an der Wied ausgewiesenen Naturdenkmale (Stand 13. Juni 2024).

## Ehemalige Naturdenkmale
| Nr. | Bezeichnung | Lage                                             | Beschreibung                                           | Bild                                    |
| --- | ----------- | ------------------------------------------------ | ------------------------------------------------------ | --------------------------------------- |
|     | Hainbuche   | Langenbaum, Langenbaumer Straße, bei Nr. 2a Lage | Carpinus betulus; Rechtsverordnung vor 2009 aufgehoben | Direkt Bild zu diesem Denkmal hochladen |